# 配位構造
配位構造（はいいこうぞう、英: coordination geometry）は、化学および固体化学/物理学の分野で多く用いられる用語である。

## 分子
一原子の周りに配位子がとる構造は、中心原子の周りの原子団によって一定の幾何学的パターンを持つ。

## 無機錯体
無機錯体の分野では、配位構造とは分子または錯体が中心となる原子に結合することで形成される幾何学的なパターンである。幾何学的配置は、中心原子に結合した配位子の数とタイプに応じて異なるが、中心原子（主に錯体中の金属）の種類による。結合した原子数（または中心原子と配位子間のσ結合の数）は配位数と呼ばれる。幾何学的パターンは、中心原子を中心として、頂点に配位子の原子がくる多面体として説明することができる。
金属の配位傾向はその酸化数によって変化する。配位結合の数（配位数）は2からTh(η5-C5H5)4の20まで変化し得る。
最も一般的な配位構造は、金属に6個の配位子が対称的に配置した八面体形（配位数6）である。その他一般的な配位構造には四面体形（配位数4）や平面四角形（配位数4）がある。
結晶場理論は、配位構造の異なる遷移金属化合物の安定性および常磁性の存在の可否の説明に使われ、原子価殻電子対反発則 (VSEPR) は、典型元素錯体の構造予測に使われる。

## 結晶学的用法
結晶構造内の原子の配位構造は、結合モデルに依存する配位原子の定義に使われる幾何学的パターンである。例えば岩塩中のナトリウムイオンには6個の塩化物イオンが隣接した八面体構造であり、塩化物イオンにも同様に6個のナトリウムイオンが隣接した八面体構造である。体心立方格子構造 (bcc) をとる金属ではそれぞれ8個の原子が隣接した立方体構造である。面心立方格子構造 (fcc) をとる金属ではそれぞれ12個の原子が隣接した立方八面体構造である。

## 配位構造の一覧
| 配位数 | 幾何学的構造 |  | 錯体の例                                        | 結晶の例                                         |
| ------ | --- |  | ----------------------------------------------- | ------------------------------------------------ |
| 2      | 直線形 |  | KAg(CN)2中のAg(CN)2−                            | シアン化銀(I)中のAg AuI中のAu                    |
| 3      | 平面三角形 |  | Na2Cu(CN)3・3H2O中のCu(CN)32−                   | TiO2ルチル型構造中のO                            |
| 4      | 四面体形 |  | CoCl42−                                         | 硫化亜鉛中のZnとS、二酸化ケイ素中のSi            |
| 4      | 平面四角形 |  | AgF4−                                           | CuO                                              |
| 5      | 三方両錐形 |  | SnCl5−                                          |                                                  |
| 5      | 四角錐形 |  | (NEt4)2InCl5中のInCl52−                         |                                                  |
| 6      | 八面体形 |  | Fe(H2O)62+                                      | NaCl中のNaとCl                                   |
| 6      | 三角柱形 |  | Mo(SCHCHS)3                                     | NiAs中のAs、MoS2中のMo                           |
| 7      | 五方両錐形 |  | (NH4)3ZrF7中のZrF73−                            | PaCl5中のPa                                      |
| 7      | face capped octahedral                                                                                              |  | [HoIII(PhCOCHCOPh)3(H2O)]                       | A-La2O3中のLa                                    |
| 7      | trigonal prismatic, square face monocapped                                                                          |  | TaF72− in K2TaF7                                |                                                  |
| 8      | 四面体形 |  |                                                 | 塩化セシウム、フッ化カルシウム                   |
| 8      | 正反四角柱 |  | TaF83− in Na3TaF8                               | ヨウ化トリウム(IV)                               |
| 8      | 十二面体形 (特記：これは一般的な用語であり正確には"bisdisphenoid"または変形双五角錐（デルタ十二面体）と呼ばれる。） |  | K4[Mo(CN)8].2H2O中のMo(CN)84−                   | K2ZrF6中のZr                                     |
| 8      | 六方両錐形 |  |                                                 | Li3N中のN                                        |
| 8      | 八面体形のtrans-二キャップ                                                                                          |  |                                                 | 紅砒ニッケル鉱中のNi（6個のAsに2個のNiがキャップ |
| 8      | 三角柱の三角形面に二キャップ                                                                                        |  |                                                 | Ca in CaFe2O4                                    |
| 8      | 三角柱の四角形面に二キャップ                                                                                        |  |                                                 | PuBr3                                            |
| 9      | 三角柱の四角形面に三キャップ                                                                                        |  | ノナヒドリドレニウム(VII)酸カリウム中の[ReH9]2− | SrCl2.6H2O, Th in RbTh3F13                       |
| 9      | 一キャップ反四角柱                                                                                                  |  | [Th(tropolonate)4(H2O)]                         | La in LaTe2                                      |
| 10     | 二キャップ反四角柱                                                                                                  |  | Th(C2O4)42−                                     |                                                  |
| 11     | |  | Th in [ThIV(NO3)4(H2O)3] (NO3− is bidentate)    |                                                  |
| 12     | 二十面体 |  | Th in Th(NO3)62− ion in Mg[Th(NO3)6].8H2O       |                                                  |
| 12     | 立方八面体 |  | ZrIV(η3−(BH4)4)                                 | 面心立方格子中の原子。例：Ca                     |
| 12     | 同相双三角台塔 |  |                                                 | 六方最密充填構造をとる原子。例：Sc               |
| 14     | 二キャップ反六角柱                                                                                                  |  | U(BH4)4                                         |                                                  |

## 無機化合物の命名
IUPACは、化合物中の原子の周りの構造を説明するためにIUPAC無機化学命名法2005年勧告において多面体シンボルを導入している。